# Мария де Гимарайнш
Инфанта Мария де Гимарайнш (12 августа 1538 — 7 сентября 1577) — португальская инфанта, старшая дочь Дуарте Португальского и Изабел Брагансы, внучка короля Португалии Мануэла I.

## Жизнь
11 ноября 1565 года Мария вышла замуж за герцога Пармского Алессандро Фарнезе. Их детьми были: 
- Маргарита Фарнезе (7 ноября 1567 — 13 апреля 1643), с 1581 года замужем за Винченцо I Гонзага
- Рануччо I Фарнезе (28 марта 1569 — 5 марта 1622), наследовал отцу, с 1600 женат на Маргарите Альдобрандини
- Одоардо Фарнезе (6 декабря 1573 — 21 февраля 1626), кардинал